# Микролаб КР580ИК80
Микролаб КР580ИК80 — портативный учебный компьютер, предназначенный для изучения принципов построения и программирования микропроцессорных систем на базе микропроцессорного комплекта серии КР580. Выпускался в СССР.

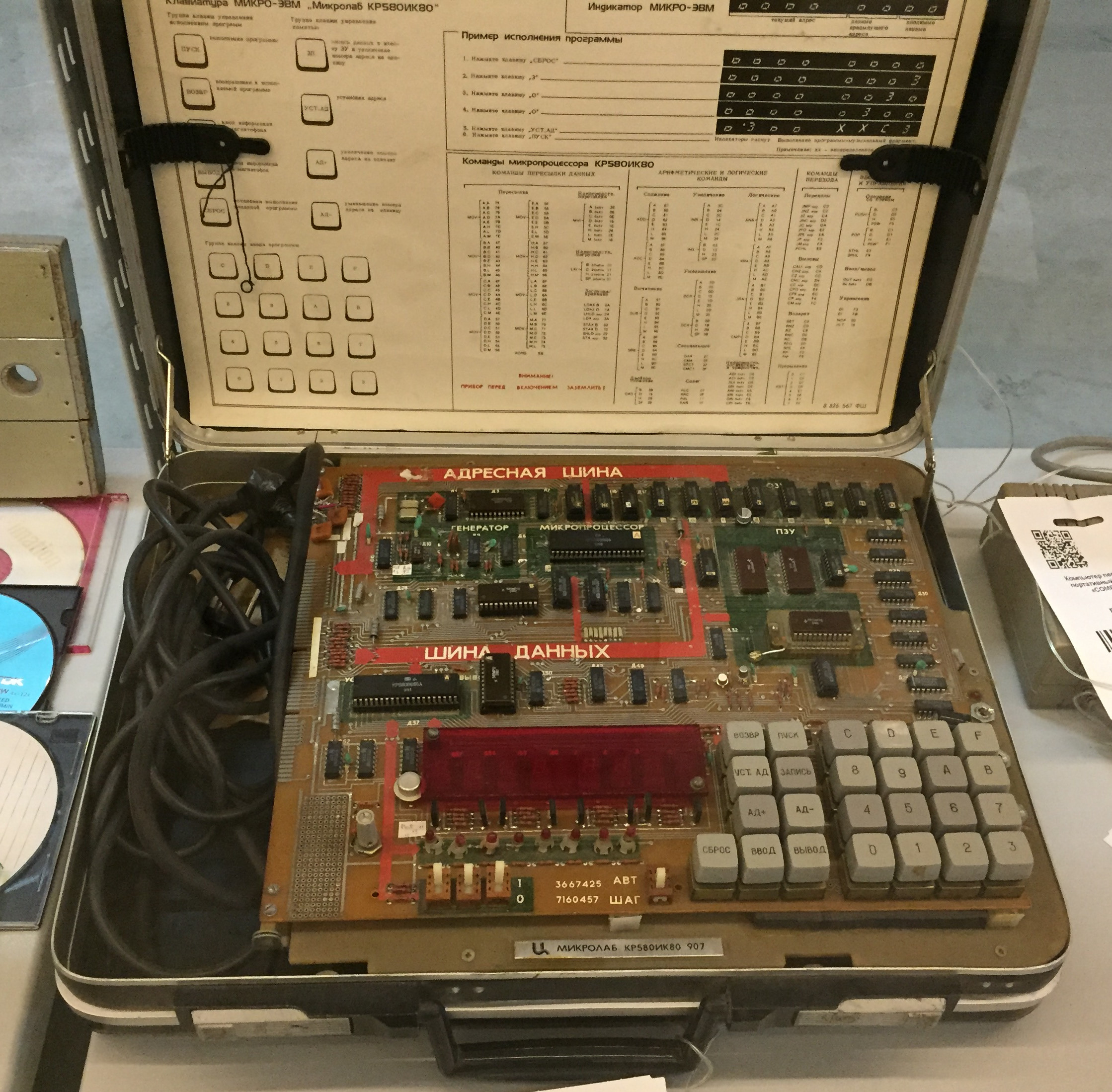
Общий вид
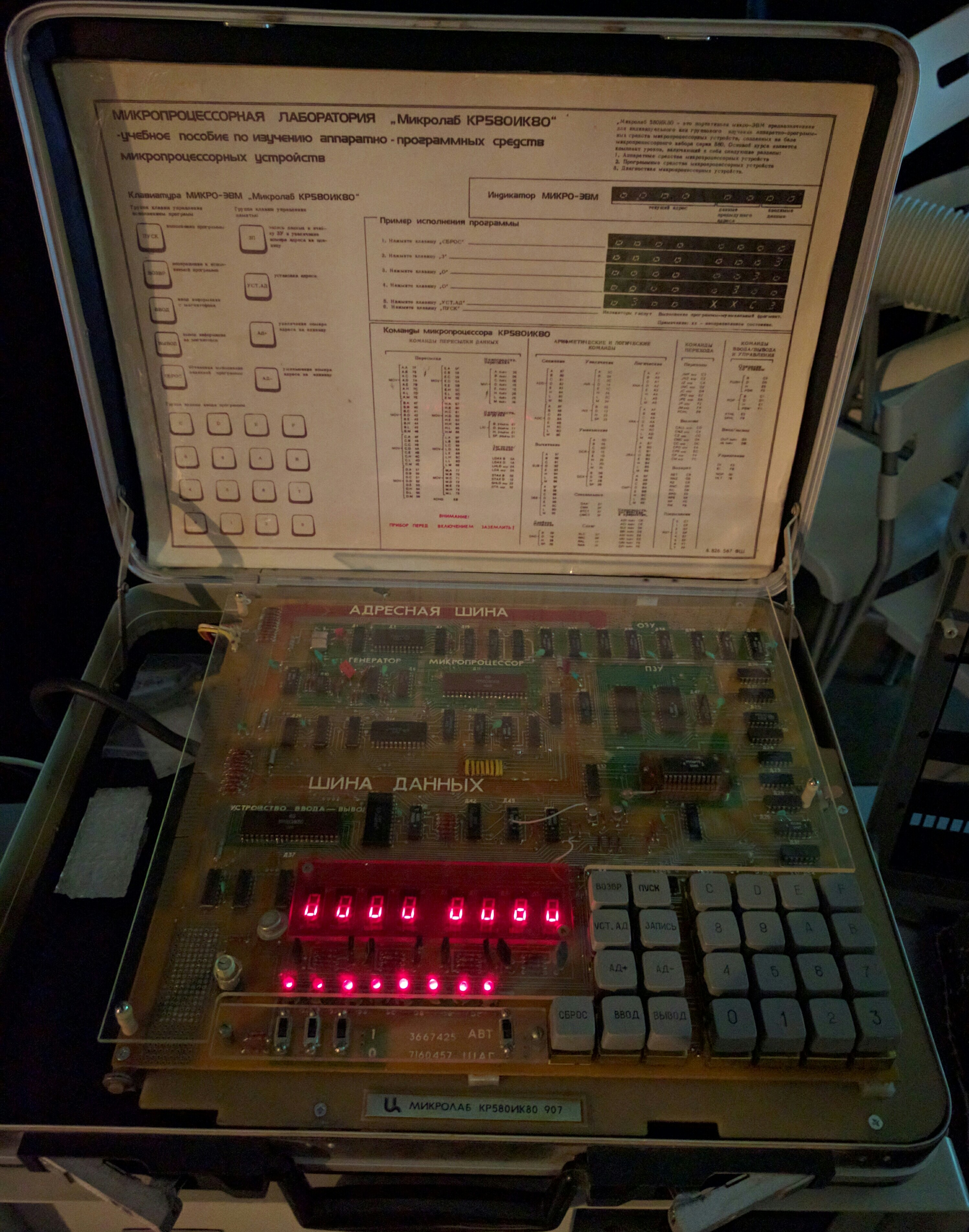
В работе
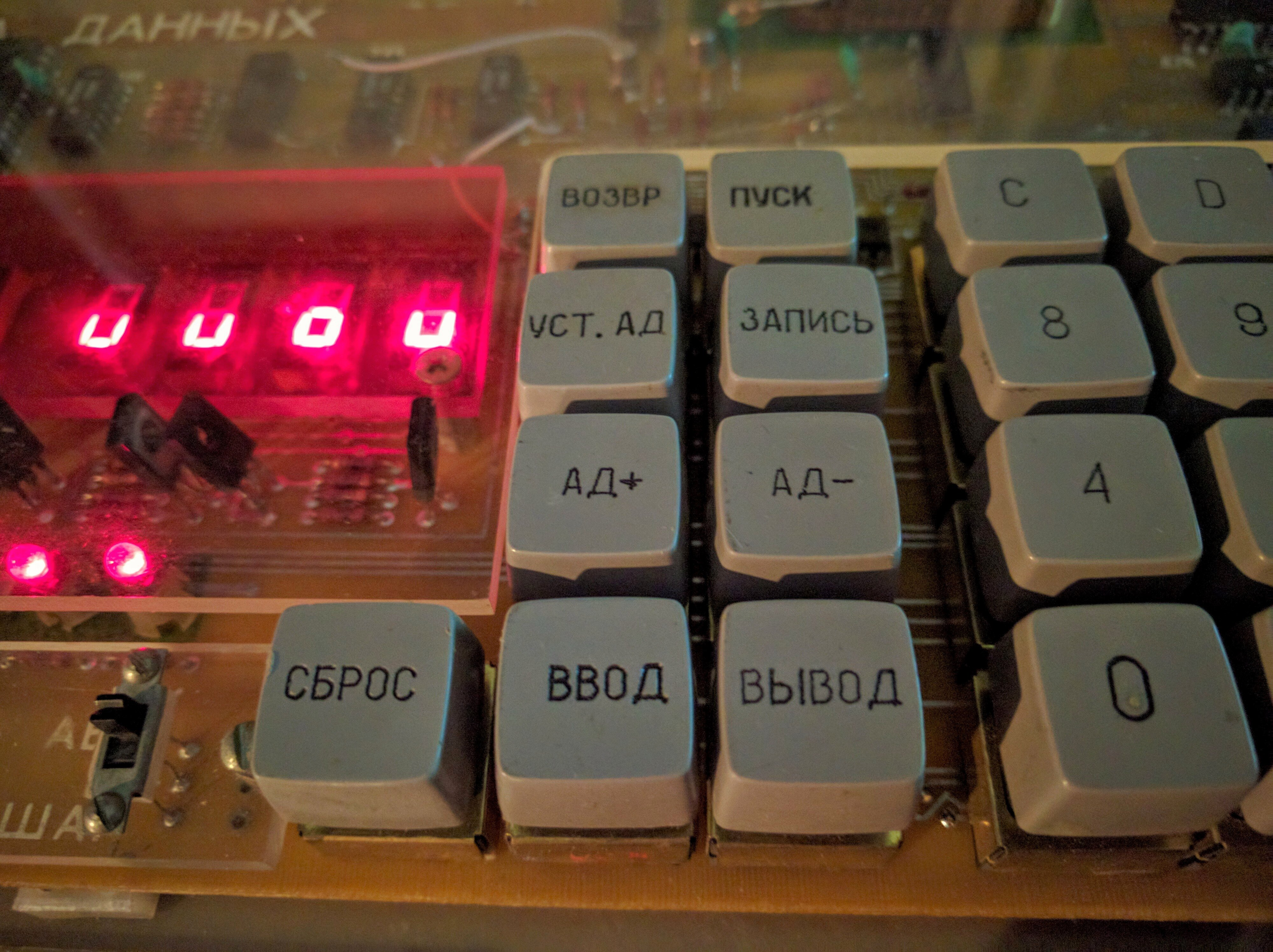
Клавиатура

## Технические характеристики
- Процессор: КР580ИК80 на тактовой частоте 2,5 МГц
- ПЗУ: 1 КБ — две микросхемы КР556РТ5, проецируются на адреса 0000h-03FFh, ПЗУ содержит программу «Монитор»; ПЗУ может быть расширено на 0,5 КБ установкой дополнительной микросхемы КР556РТ5, проецируется на адреса 0400h-05FF
- ОЗУ: 1 КБ — 8 микросхем К565РУ2, проецируются на адреса 8000h-83FFh
- Ввод-вывод: через микросхему программируемого интерфейса КР580ВВ55
  - Клавиатура
  - Переключатели
  - 8 светодиодов
  - Индикатор на семисегментных светодиодных элементах
  - Динамик
  - Внешний разъём